# Gele koraalzwam
De gele koraalzwam (Ramaria flava) is een schimmel die behoort tot de familie Gomphaceae. Hij groeit op de grond in loof- en gemengde bossen, voornamelijk onder beuken. Hij produceert vruchtlichamen van augustus tot oktober.

## Kenmerken

### Uiterlijke kenmerken
Vruchtlichamen zijn bossig vertakt, meestal tot 12 cm hoog, maar soms tot 25 cm en een vergelijkbare breedte. Hij groeit uit een korte, vrij dikke en compacte steel met dikke rhizomorfen en bedekt met fibrotisch mycelium. Uit de steel groeien meerdere dikke takken, die zich nog een paar keer vertakken tot steeds dunnere twijgen. De steel en het onderste deel van de dikste twijgen zijn witachtig, bovendien zijn de twijgen glanzend geel en worden tijdelijk bruin na het kneuzen. De buitenste takken zijn het meest intens gekleurd. De toppen van de twijgen eindigen met enkele ronde vertandingen. Het vruchtvlees is wit, hard, met een zure of radijsachtige geur. De smaak is mild, alleen de toppen van de twijgen zijn wat bitter.

### Microscopische kenmerken
De hyfen zijn 4,2 tot 25 µm dik, kronkelig, dicht met elkaar verweven, dikwandig en glazig. De meeste hebben compartimenten, maar geen gespen. De hyfen in het bovenste deel van de twijgen hebben een diameter van 3 tot 14 µm, ze zijn min of meer parallel, kleurloos, dunwandig en de gespen zijn zeldzaam. Sporen zijn bijna cilindrisch, langwerpig of licht taps toelopend naar boven, met een fijn ruw oppervlak (bedekt met zeer kleine, diffuse papillen en laminae die ze verbinden). Ze hebben een afmeting van 11,8-14,8 × (4,4) 5,2-5,9 µm en hun wanden zijn ongeveer 0,3 µm.

## Verspreiding
De gele koraalzwam komt voor in Noord- en Zuid-Amerika, Europa, Azië en Australië. In Nederland komt hij uiterst zeldzaam voor.

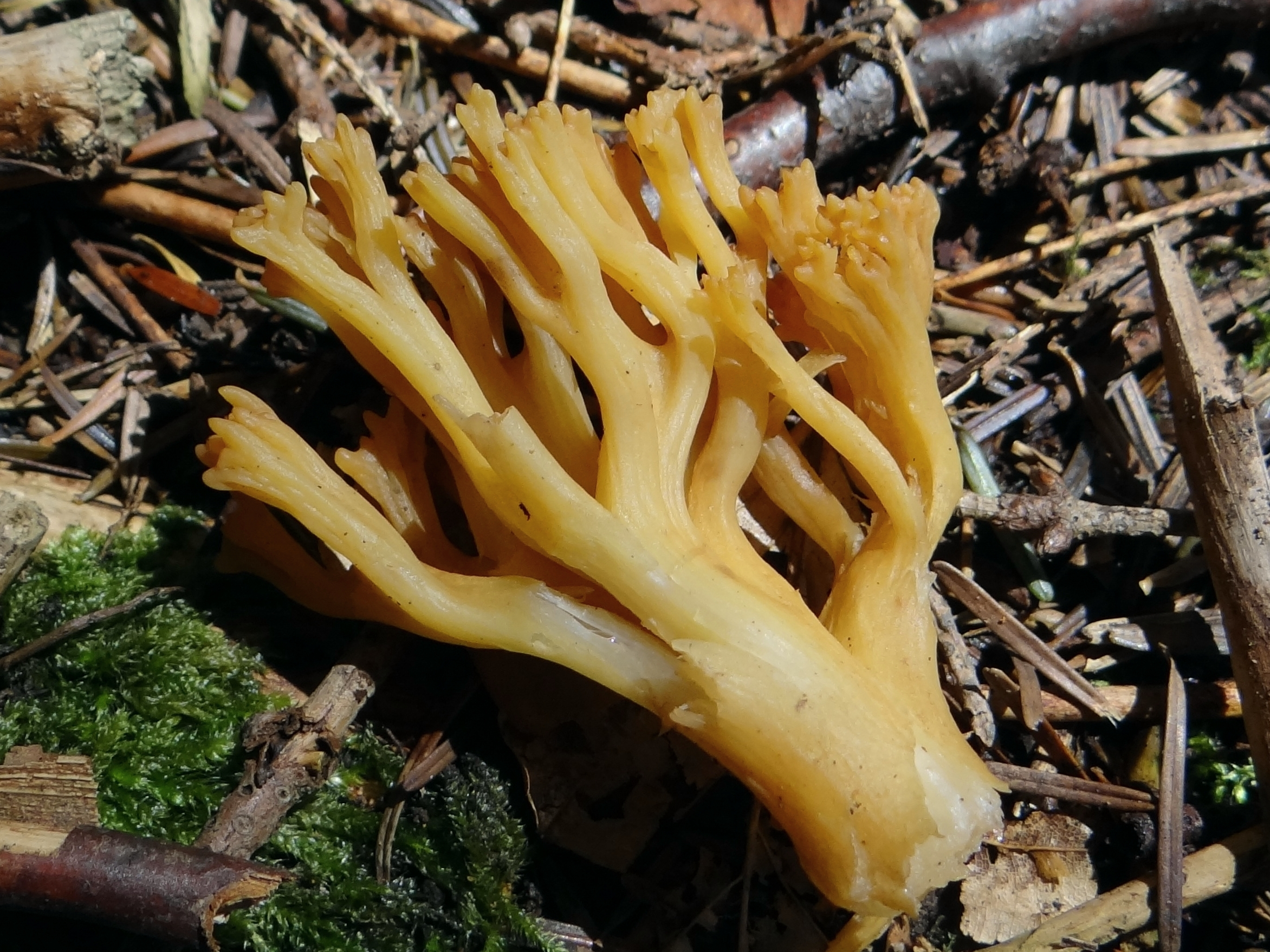
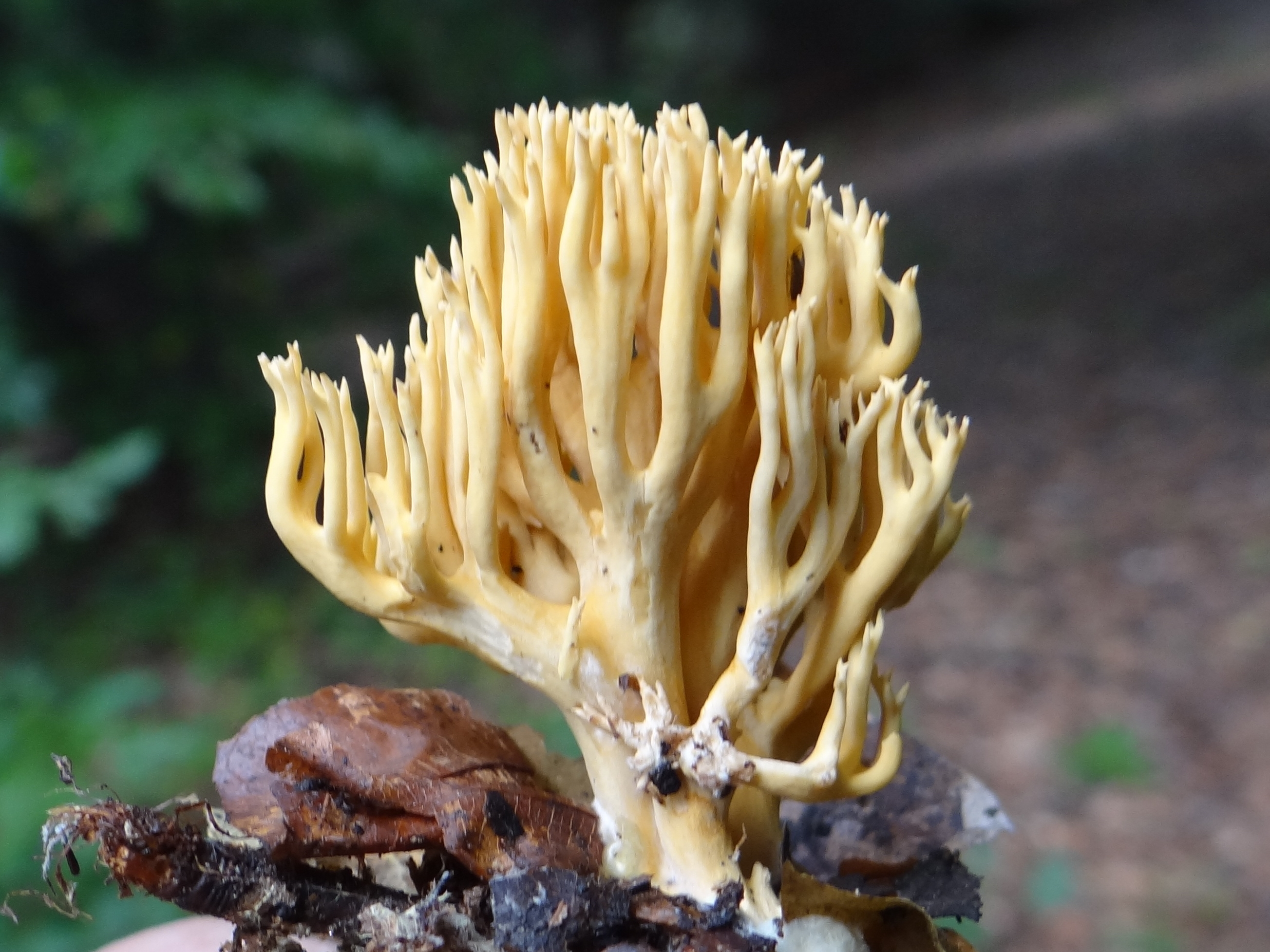
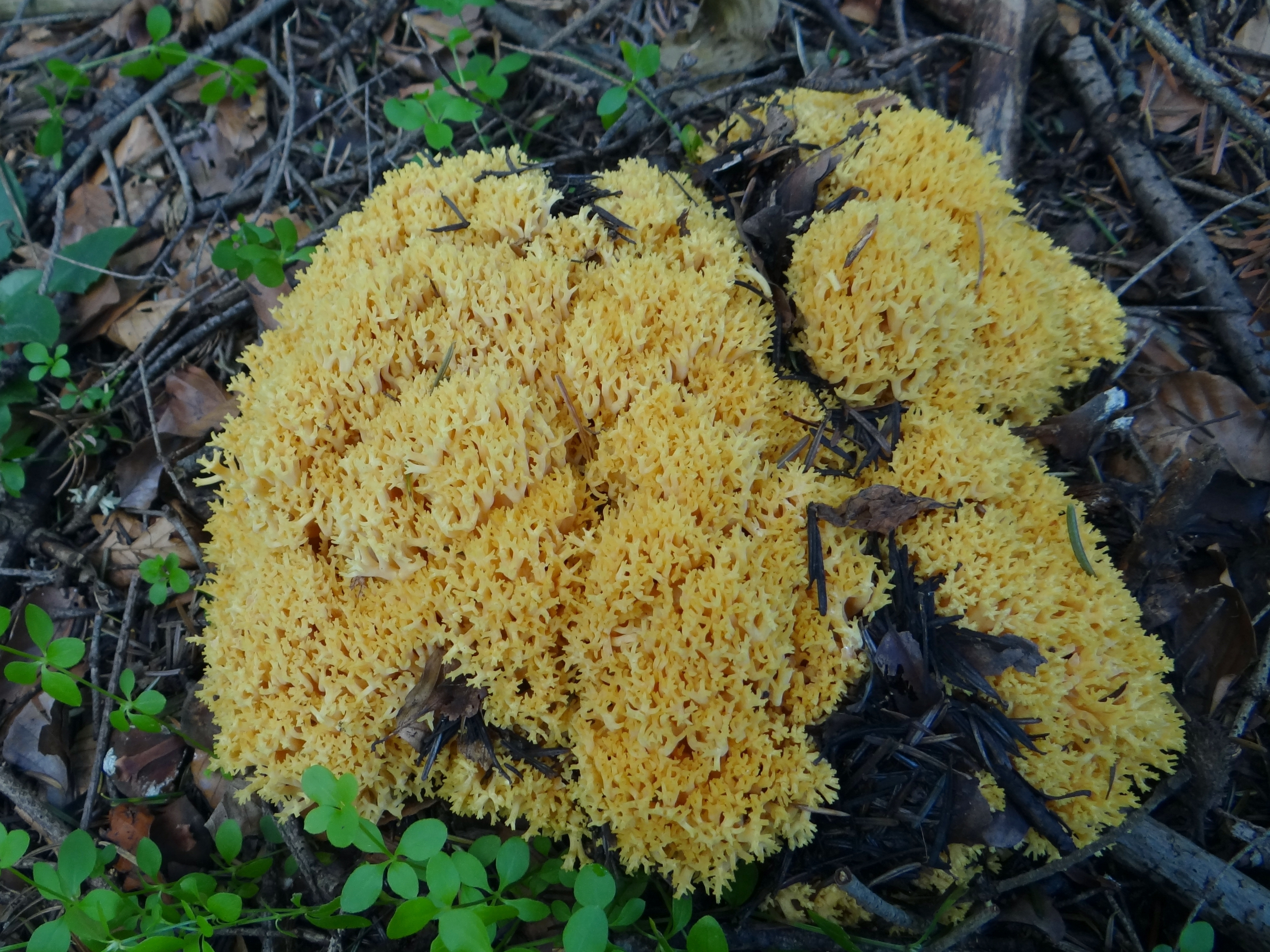